# Nectocaecilia petersii
Nectocaecilia petersii é uma espécie de anfíbio da família Typhlonectidae. É a única do género Nectocaecilia. Pode ser encontrado na Venezuela e possivelmente no Brasil e na Colômbia. O seu habitat inclui florestas húmidas subtropicais ou tropicais de planície e rios. Está ameaçada por destruição de habitat.